# ناتاشا بومونت
ناتاشا بومونت (بالإنجليزية: Natasha Beaumont؛ بالملايوية: Natasha Beaumont) هي ممثلة أسترالية وماليزية، ولدت في 21 يونيو 1974 في كوالالمبور في ماليزيا.

## وصلات خارجية
- ناتاشا بومونت على موقع IMDb (الإنجليزية)
- ناتاشا بومونت على موقع ألو سيني (الفرنسية)
- ناتاشا بومونت على موقع أول موفي (الإنجليزية)
- ناتاشا بومونت على موقع قاعدة بيانات الفيلم (الإنجليزية)
- ناتاشا بومونت على موقع كينوبويسك (الروسية)